# Phalonidia trabalea
Phalonidia trabalea es una especie de polilla del género Phalonidia, categorizada en la tribu Cochylini, de la subfamilia Tortricinae.

## Distribución
Se distribuye por América del Sur: Brasil, en la municipalidad de Igarapé-Açu.

## Taxonomía
Fue descrita por Razowski & Becker en 1994.
Tratamiento taxonómico
La especie aparece registrada y publicada en SHILAP Revta. Lepid. 22: 25.